# Jestetten
Jestetten (Ausspracheⓘ) ist eine deutsche Gemeinde und ein Dorf im Landkreis Waldshut in Baden-Württemberg.

## Geographie

### Geographische Lage
Jestetten liegt im äußersten Süden Baden-Württembergs im Klettgau am Hochrhein etwa 6 km vom Rheinfall entfernt.
Die Gemeinde ist von ihrer geographischen Lage her einmalig in Deutschland, sie liegt zusammen mit den Gemeinden Dettighofen und Lottstetten im Jestetter Zipfel, der auf einer Länge von 55 km von der Grenze zur Schweiz umschlossen wird und vom offiziellen Fahrzeugverkehr nur über eine Landesstraße von Deutschland direkt zu erreichen ist, eine weitere direkte Straßenverbindung führt über Schweizer Hoheitsgebiet durch das Wangental. Wichtigste Verkehrsader bildet jedoch die B27. Das Gebiet ist entgegen dem Anschein dennoch keine Exklave.

### Nachbargemeinden
Die Gemeinde grenzt im Norden an die Schweizer Gemeinden Wilchingen, Neunkirch, Beringen und Neuhausen am Rheinfall im Kanton Schaffhausen, im Osten an Laufen-Uhwiesen, Dachsen und Rheinau im Kanton Zürich sowie an die deutschen Gemeinden Lottstetten im Süden und Dettighofen im Westen.

### Gemeindegliederung
Zur Gemeinde Jestetten mit der früher selbstständigen Gemeinde Altenburg gehören insgesamt neun Dörfer, Höfe und Häuser und die abgegangene Edenburg.
Zur 1973 eingemeindeten Gemeinde Altenburg in den Grenzen von 1972 gehören das Dorf Altenburg und die Häuser Altenburg-Hardt, ehem. Bahnstation Altenburg-Rheinau und Zollhaus Rheinbrücke. Zur ehemaligen Gemeinde Jestetten gehören das Dorf Jestetten, die Höfe Flachshof und Sonnenhof und die Häuser Talmühle, Wangental und Zollamt.
In der Gemeinde Altenburg im Gebietsstand von 1972 liegen die Wüstungen Waldkirchen, das nicht sicher nachgewiesen ist, und Schwaben. Im Gebiet der ehemaligen Gemeinde Jestetten liegen die Wüstungen Guggenburg, Hofstetten, Gunzenried und Lochehof sowie der Burgstall Tüsental.

## Geschichte

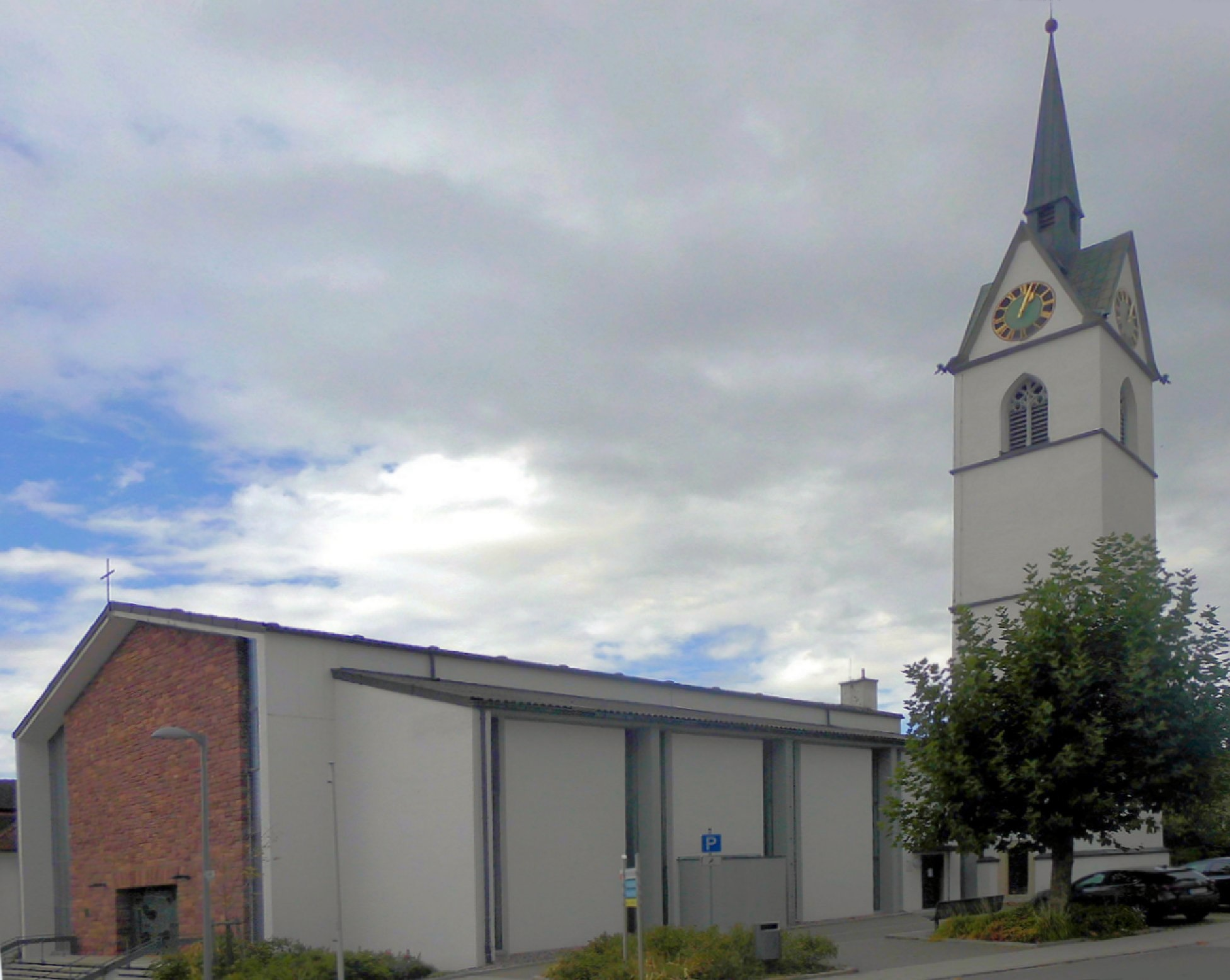
Katholische Kirche St. Benedikt

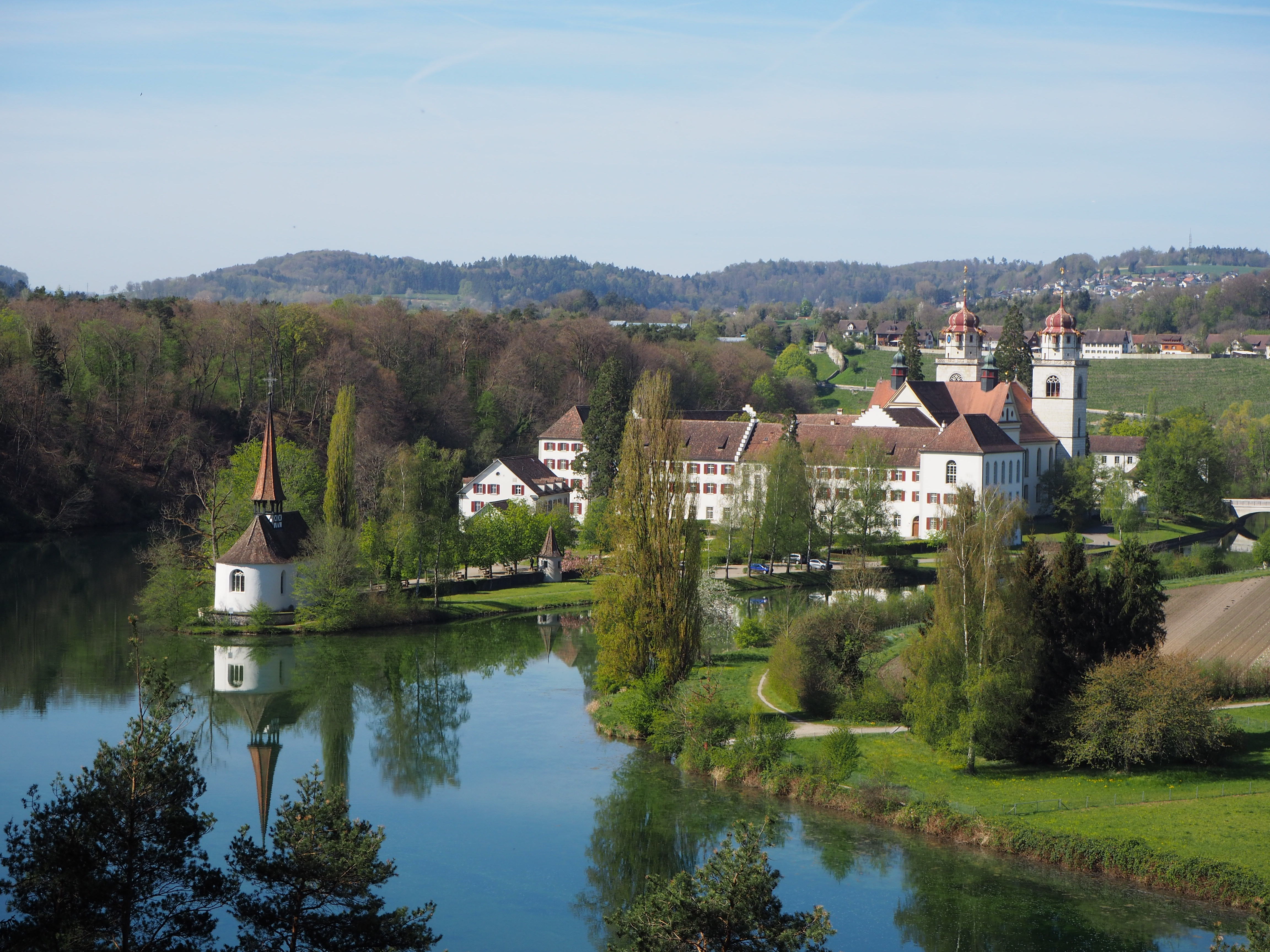
Das Kloster Rheinau von der Halbinsel Schwaben aus gesehen.

Die geschützte Terrasse an der großen Rheinschleife um das Kloster Rheinau unterhalb des Rheinfalls war schon sehr früh ein bevorzugter Siedlungsplatz. Die Siedlungsspuren reichen bis in die mittlere Steinzeit zurück. Eine befestigte keltische Siedlung, das Oppidum Altenburg-Rheinau, wurde durch Ausgrabungen nachgewiesen, der Wall ist von weitem sichtbar und als Bodendenkmal beschildert.

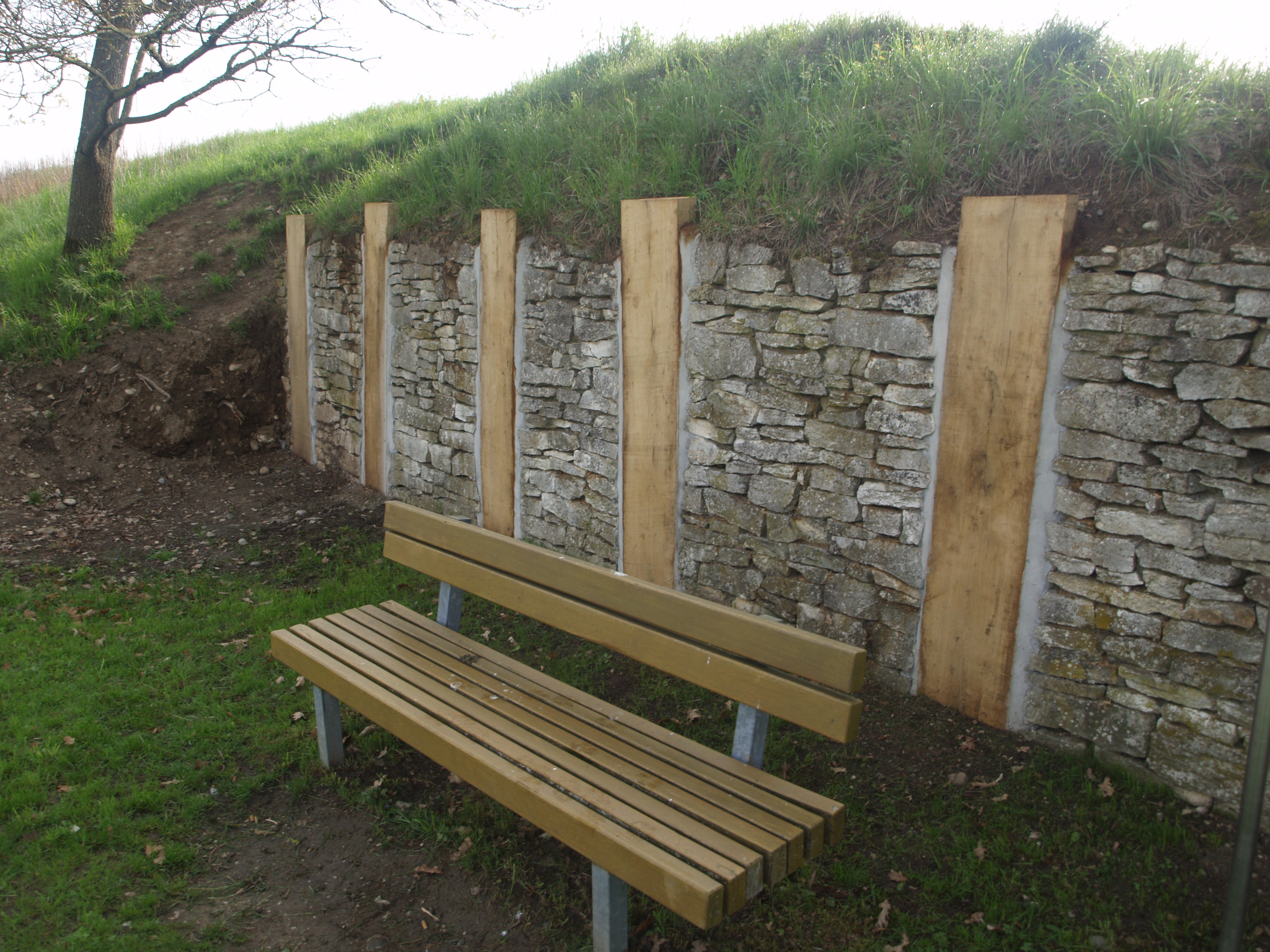
Der Altenburger Keltenwall, hier ein Ausschnitt mit der rekonstruierten Pfostenschlitzmauer, April 2016

Altenburg wird erstmals erwähnt 871 als pago Chlegouwe in villa Altunbourch, nach einer Kopie von 1126 im Cartular von Rheinau. Es folgen weitere Nennungen in den Jahren 871, 892, 1049 und 1241 (Altinburch).
Die erste urkundliche Erwähnung von Jestetten datiert auf das Jahr 871 als villa que vocatur Jesteten („Dorf welches Jesteten genannt wird“), es gehörte zur Landgrafschaft Klettgau. Es liegt wohl die Ausgangsform *Iwenstetten zugrunde (zum Personennamen Iwo oder zu althochdt. Iwon f. „Eibenbäume“).
Im Schloss Jestetten residierten einst die Grafen von Sulz. Von 1774 bis 1806 lebten auf dem Schloss verschiedene Ordensgemeinschaften. Mit der Landgrafschaft Klettgau kam der Ort 1806 an Baden. Dies bedeutete auch das Ende des Klosterlebens im Schloss. Es diente ab 1830 als Sitz des Bezirksamtes Jestetten, danach als Amtsgericht und Amtsgerichtsgefängnis und ab 1878 als Kreispflegeanstalt.

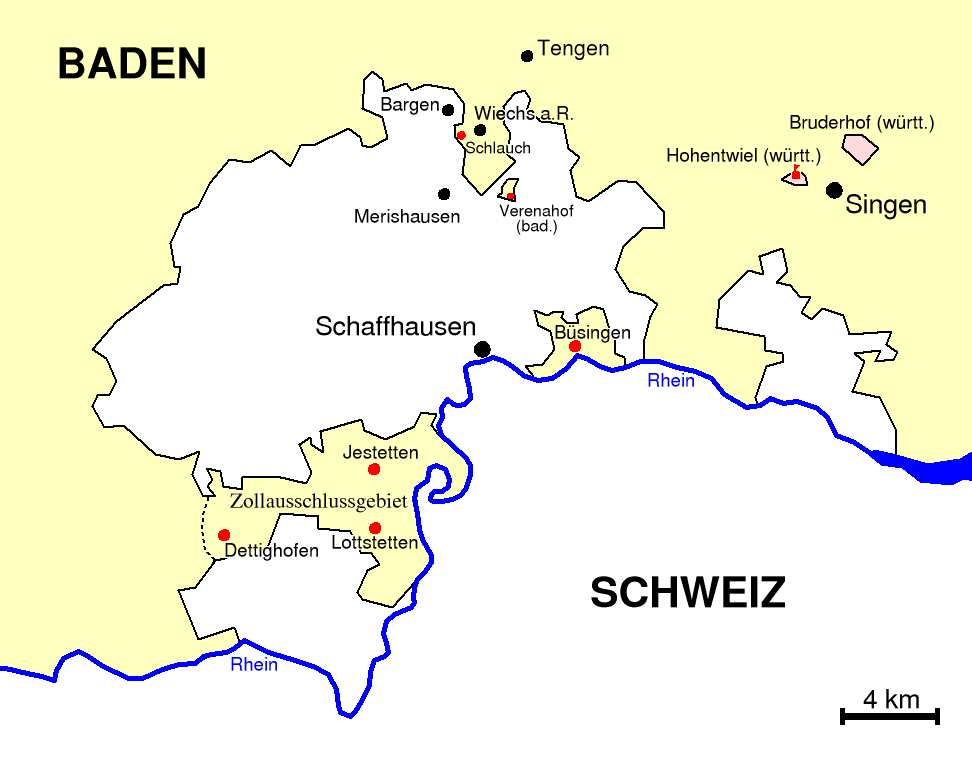
Lage des Zollausschlussgebiets

Wegen des komplizierten Grenzverlaufs in dieser Region wurde das Gebiet des Jestetter Zipfels 1840 zum Zollausschlussgebiet erklärt, was die zu überwachende Grenze von 55 km auf 6 km verkürzte. Diese Regelung, die bis 1935 währte, bescherte den Bewohnern des Gebiets einen bescheidenen Wohlstand, konnten sie ihre Produkte doch in Baden bzw. Deutschland und der Schweiz zollfrei anbieten. Der zeitweise aufkommende Schmuggel war in der Hauptsache durch Notzeiten bedingt. Benzin war günstiger als in der Schweiz und im Rest von Deutschland, und entlang den Hauptstraßen öffneten zahlreiche Tankstellen, die zollfreien Treibstoff abgaben.
Nach dem Ersten Weltkrieg lehnte die badische Regierung die Anschlussbestrebung des Jestetter Zipfels an die Schweiz ab.
In der Zeit des Nationalsozialismus wurden 200 Bewohner der Kreispflegeanstalt im Rahmen der Aktion T4 ermordet.

### Kriegsende und Nachkriegszeit
Nach der Besetzung Südbadens am Ende des Zweiten Weltkriegs gelangte auch das Gebiet in die Hand der französischen Besatzungsmacht. Dem Kommandanten der 1. Armee, Jean de Lattre de Tassigny, war der Bereich in der Grenzziehung zu unübersichtlich. Er ließ ihn räumen. Am 14. Mai 1945 wurde die Bevölkerung zum Abmarsch aufgerufen, und am Tag darauf waren die Bewohner von Jestetten, Altenburg, Lottstetten und Nack auf dem Weg über Grießen in den Schwarzwald. Die Franzosen handelten aus militärischer Sicht. Es sollen sich noch versprengte deutsche Soldaten in den Wäldern an der Schweizer Grenze befunden haben, und auch Gerüchte um einen Gebietstausch mit der Schweiz waren im Umlauf. Der Krieg war erst vor kurzer Zeit zu Ende gegangen, und auch die regulären deutschen Truppen hatten aus militärischen Zwecken Umsiedlungen vorgenommen. Ebenso war es in der französischen Armee üblich gewesen, Ortschaften von der Zivilbevölkerung zu räumen. Somit erregte das Vorgehen international und auch in der Schweiz kein besonderes Aufsehen.
Zudem hatte die Alliierte Militärregierung im Gesetz Nr. 161 ein 5 Kilometer breites „Sperr-Grenzgebiet“ an den deutschen Grenzen angeordnet, und damit waren auch viele Ortschaften entlang des Rheins und um den Kanton Schaffhausen in ihrer Existenz bedroht. Nicht zuletzt weil die durchziehenden Jestetter das eigene Schicksal vorführten, regte sich im Klettgau jedoch organisierter Widerstand. Über Verbindungen mit der Schweiz konnte die Angelegenheit über den Apostolischen Nuntius Roncalli, den späteren Papst Johannes XXIII., geregelt werden. Per Bescheid des Militärgouverneurs am 3. Juni 1945 wurden alle Ortschaften südlich des Wutachtals von der Anordnung verschont. 140 Bürger hatten in Erzingen vor dem Entscheid ein Gelübde zum Bau einer Kapelle gezeichnet.
Die Bevölkerung fand den Sommer 1945 über Unterkunft in verschiedenen Schwarzwalddörfern. Bis zum Herbst 1945 waren die Einwohner der damals vier Ortschaften wieder in ihrer Heimat.
Am 1. Januar 1973 wurde Altenburg eingemeindet.
Die Gedenkfeier in Jestetten am 15. Mai 1995 zum 50. Jahrestag der Evakuierung wurde vom Lokalsender TV Eichberg dokumentiert.

## Politik

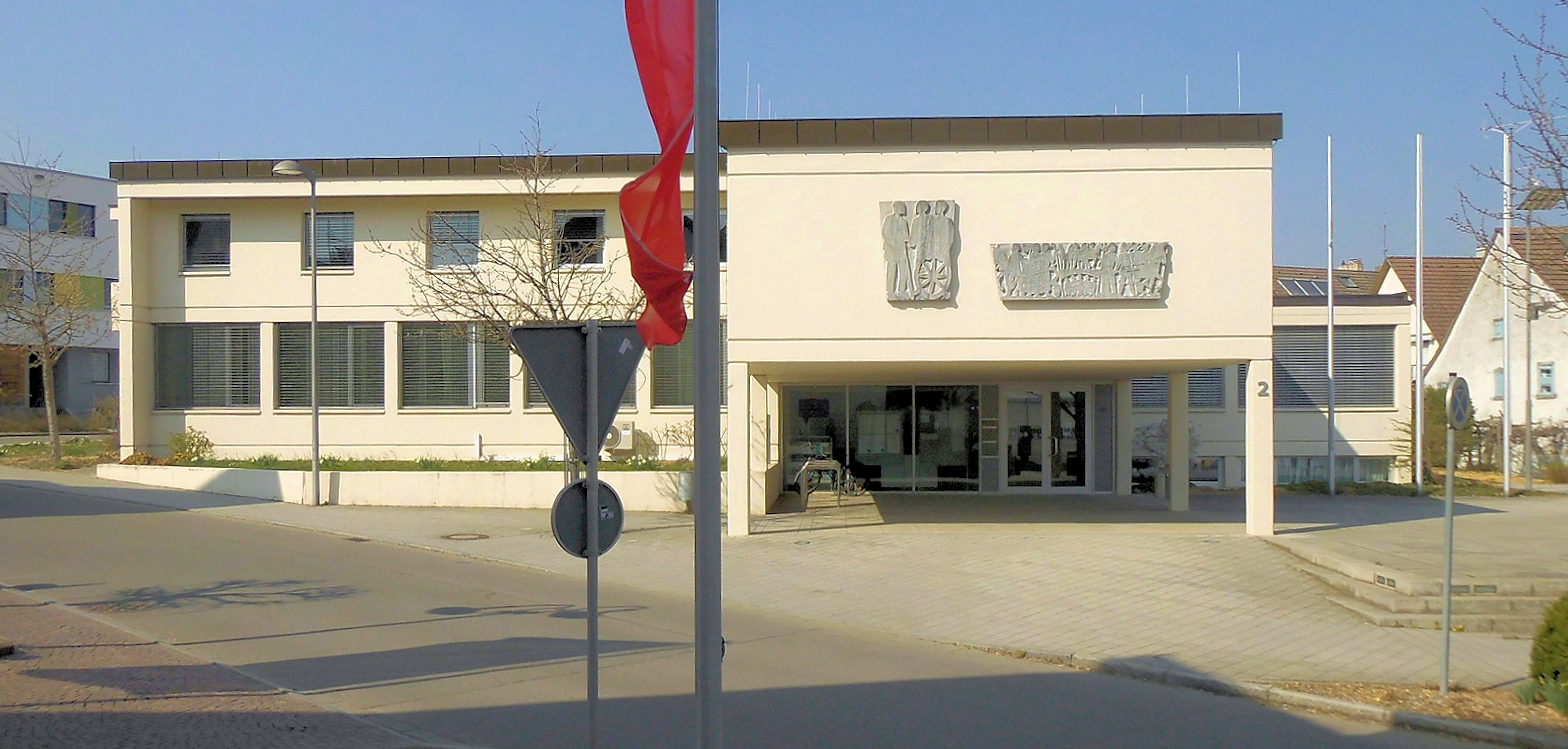
Rathaus Jestetten

### Verwaltungsverband
Die Gemeinde ist Sitz des Gemeindeverwaltungsverbandes Jestetten, dem auch die Gemeinden Dettighofen und Lottstetten angehören.

### Gemeinderat
Dem Gemeinderat gehören nach der Kommunalwahl vom 9. Juni 2024 neben der Bürgermeisterin als Vorsitzende 18 Mitglieder an. Die Wahlbeteiligung lag bei 58,8 %.
| Parteien/Liste  | 2024   | 2024   | 2019   | 2019   |
| Parteien/Liste  | Anteil | Sitze  | Anteil | Sitze  |
| --------------- | ------ | ------ | ------ | ------ |
| CDU             | 34,7 % | 6      | 31,2 % | 6      |
| FWV             | 28,5 % | 5      | 21,7 % | 4      |
| SPD             | 20,3 % | 4      | 22,9 % | 4      |
| GRÜNE           | 16,5 % | 3      | 24,1 % | 4      |
| Wahlbeteiligung | 58,8 % | 58,8 % | 54,4 % | 54,4 % |

### Bürgermeister
Seit dem 30. November 2021 ist Dominic Böhler Bürgermeister der Gemeinde. Er wurde am 26. September 2021 mit 58,7 % der Stimmen im ersten Wahlgang gewählt. Zuvor war Ira Schelling von 2005 bis 2021 Bürgermeisterin.

## Religion

### Konfessionsstatistik
Bei der Volkszählung 2011 waren 45,8 % römisch-katholisch, 21,2 % der Einwohner evangelisch, und 32,9 % waren konfessionslos, gehörten einer anderen Glaubensgemeinschaft an oder machten keine Angabe. Die Zahl der Protestanten und vor allem die der Katholiken ist seitdem gesunken. Ende 2022 waren von den 5.408 Einwohnern 31,1 % katholisch, 15,0 % evangelisch, und 53,9 % waren konfessionslos oder gehörten einer anderen Glaubensgemeinschaft an.

### Evangelische Markusgemeinde

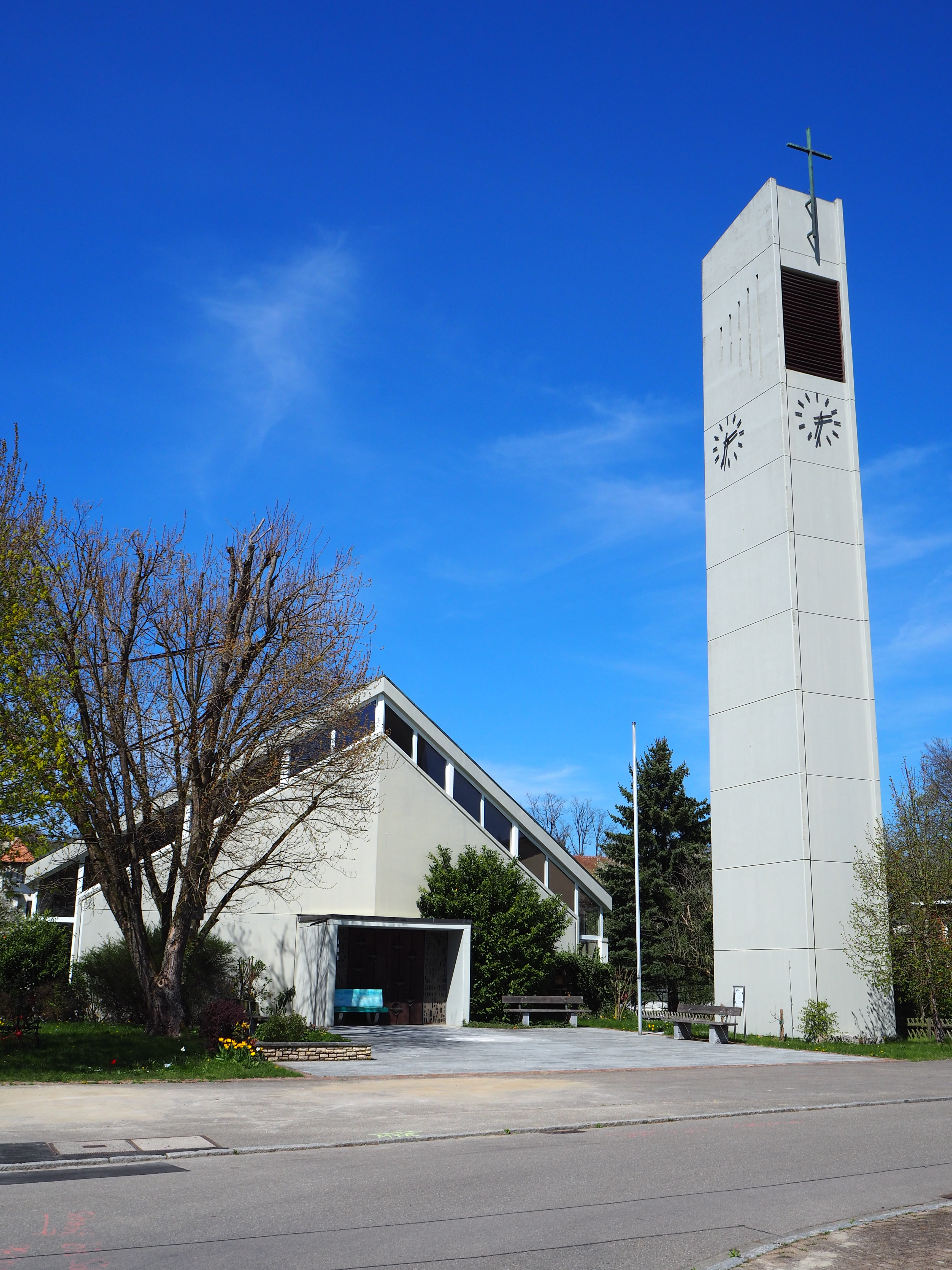
Markuskirche, 2018

2015 feierte die evangelische Gemeinde das 50-jährige Bestehen der Markuskirche, deren Einweihungsfeier am 20. Juni 1965 stattgefunden hatte.
Chronik

Die Wurzeln der Gemeinde reichen ins Jahr 1897 zurück, als für die 33 Evangelischen in Jestetten und Umfeld „alle vier bis sechs Wochen im Ratssaal des alten Schulhauses mit Pfarrverweser Karl Horn aus Büsingen ein Gottesdienst stattfand. […] Ab 1926 wurden 12 bis 14 Gottesdienste jährlich im Bürgersaal gefeiert.“ Bis 1943 war der Büsinger Pfarrer Emil Heckel zuständig, der von Pfarrer Waßmer aus Singen abgelöst wurde. Nach dem Krieg wuchs durch die großen Flüchtlingsströme die evangelische Bevölkerung sprunghaft an. Nachdem der Anteil der Protestanten im Zollausschlussgebiet auf 16 Prozent gestiegen war, wurde am 1. November 1948 eine selbstständige Diasporapfarrei geschaffen. Erster Pfarrer war Harald Porsch. 1955 wurden die Pfarrei zur Kirchengemeinde erhoben und Paul Marquart zum Pfarrer gewählt. Am 31. Mai 1959 wurde das neue Gemeindehaus, das den Namen des Apostels Markus erhielt, eingeweiht, und am 25. Oktober 1964 fand die Grundsteinlegung für den Kirchenbau statt.
Ausstattung der Kirche

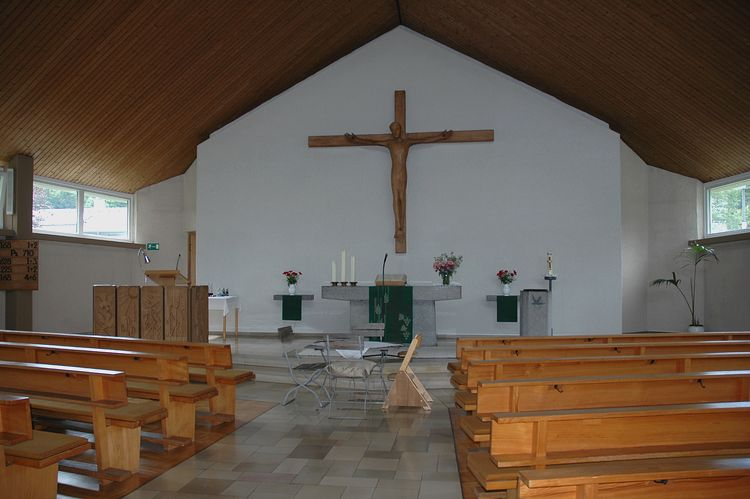
Innenraum der evangelischen Markuskirche in Jestetten mit einem Altarkreuz von Siegfried Fricker und der Kanzel von Gerhart Rieber

Die Kirche ist ausgestattet mit zwei Kreuzen des Bildhauers Siegfried Fricker sowie Reliefs auf dem Taufstein und auf dem Vorplatz (2009) von Radegund Fricker. Die Holzkanzel stammt vom Holzbildhauer Gerhart Rieber; Eberhard Rieber schuf Krippenstelen (2012).

## Wirtschaft und Infrastruktur

### Verkehr
Durch Jestetten führen die Bundesstraße 27 und die Bahnstrecke Eglisau–Neuhausen der Schweizerischen Bundesbahnen (SBB).

#### Straßen
Die B 27 geht an den Grenzübergängen Neuhausen am Rheinfall und Rafz in die Schweizer Hauptstrasse 4 über und verbindet so Jestetten im Norden mit Schaffhausen und im Süden mit Zürich.

#### Bahnverkehr
Die Bahnstrecke durch Jestetten wird von den SBB nach Schweizer Vorschriften betrieben. Sie hat keine direkte Verbindung zum übrigen deutschen Eisenbahnnetz. Der Bahnhof Jestetten ist neben jenem von Lottstetten einer von zwei SBB-Bahnhöfen auf deutschem Staatsgebiet, nachdem der Bahnhof Altenburg-Rheinau von den SBB zu Gunsten eines Halts am Rheinfall geschlossen wurde. Die auf dieser Bahnstrecke verkehrenden Thurbo-Züge der S-Bahn Schaffhausen verbinden Jestetten mit Schaffhausen; die S9 der S-Bahn Zürich verbindet Schaffhausen über Jestetten mit Eglisau, Bülach und Zürich.

#### Radverkehr
Durch eine Alltagsroute aus dem Radnetz Baden-Württemberg ist Jestetten über Dettighofen und Lauchringen mit Waldshut-Tiengen und Richtung Schaffhausen verbunden.
Durch Jestetten verläuft als Radfernweg der Rheinradweg, der von der Quelle des Rheins am Oberalppass im Schweizer Kanton Graubünden bis zur Mündung bei Rotterdam führt. Dessen rechtsrheinische Variante verläuft von Schaffhausen kommend über Jestetten und Lottstetten, danach von Rafz bis Wasterkingen durch Schweizer Gebiet und, wieder in Deutschland, über Hohentengen am Hochrhein nach Waldshut. Er ist am Hochrhein ausgewiesen als Eurovelo-Route 6 (Atlantik - Schwarzes Meer) und 15 (Rheinradweg) und als D-Routen 6 (Donauroute) und 8 (Rhein-Route).

### Ansässige Unternehmen
Die von Karl Altenburger gegründete Altenburger KG war ein Pionierbetrieb im Fahrradteilezubehör, 1991 wurde das Werk in Jestetten geschlossen.

### Medien
In Jestetten ist der Südkurier als Monopolzeitung mit seinem Ableger Alb-Bote vertreten. Dazu kommt das Anzeigenblatt Anzeiger Hochrhein. Die Gemeinde Jestetten ist Herausgeber des Mitteilungsblattes Jestetter Info, das alle 14 Tage erscheint.

## Kultur und Sehenswürdigkeiten
- Volkenbach-Brücke, auch Römerbrücke genannt. Reste einer einbogigen Steinbrücke von 1696.
- Lorettokapelle von 1666 auf dem Friedhof Jestetten
- Katholische Pfarrkirche St. Benedikt

## Behörden

### Gerichte
Das Amtsgericht Jestetten bestand von 1857 bis 1872. Nach der Aufhebung übernahm das Amtsgericht Waldshut dessen Gerichtsbezirk.

### Schulen

#### Grund- und Hauptschule Jestetten (Schule an der Rheinschleife)
Sie besteht aus der Außenstelle Altenburg und dem Hauptsitz in Jestetten. Unterrichtet werden etwa 400 Schüler.
Vorhanden ist noch das historische „Alte Schulhaus“, das heute als kultureller Begegnungsort der Gemeinde genutzt wird. Auf Grund der bei Visitationen der Schulbehörde über Jahrzehnte hinweg immer wieder beanstandeten Mängel in Bezug auf Ausbildung der Lehrer und die räumlichen Zustände beschloss die Gemeinde Jestetten schließlich, ein neues Schulgebäude mit Lehrerwohnungen und Räumlichkeiten für die Gemeindeverwaltung zu errichten. Die Einweihung fand am 26. Dezember 1910 statt.
Aktuell erstreckt sich die Schulnutzung auf das gesamte Gebäude. Die Räume dienen der Grund- und Werkrealschule als Unterrichts- und Fachräume, als Besprechungszimmer, Lehrerzimmer und Aufenthaltsraum. Im obersten Stock befinden sich die Schülerbücherei und die Räumlichkeiten des DRK-Kinderhorts.
Die Einweihung des Schulgebäudes in Altenburg fand am 23. September 1956 statt. Bis 1966/1967 wurden hier acht Volksschulklassen unterrichtet. Ab 1978 wurde die Schule im Rahmen der Eingemeindung verwaltungsmäßig als offizielle Außenstelle der Grund- und Hauptschule Jestetten zugeordnet. In diesem Jahr erhielt das Gebäude als Ergänzung eine Mehrzweckhalle, die für den Sportunterricht mitbenutzt werden konnte.
Schulleiter der Schule an der Rheinschleife ist Hans-Dieter Strittmatter, Stellvertreterin Stephanie Brettschneider.

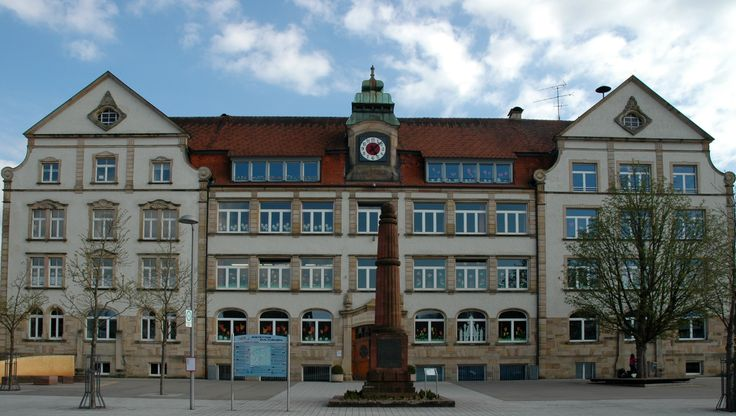
Frontansicht der heutigen Grund- und Hauptschule in Jestetten

### Realschule Jestetten
Die Realschule Jestetten wurde am 6. April 1959 erstmals von 22 Schülern des neuen Mittelschulzugs der Volksschule Jestetten besucht. Die Unterrichtsräume befanden sich am Anfang im Gebäude der Grund- und Hauptschule. Ihren offiziellen Namen erhielt sie 1966.
Der Grundstein für das eigenständige Schulhaus am heutigen Standort wurde erst zehn Jahre später, 1969, gelegt. Durch den stetigen Schülerzuwachs war eine Erweiterung notwendig, deren Bau 1997 begann. Heute verfügt sie über 17 Klassenräume sowie mehrere Fach- und Werkräume. Im Schuljahr 2015/16 wurden 465 Schüler von 31 Lehrkräften in 16 Klassen unterrichtet.
Ein Angebot ist der  bilinguale Unterricht in englischer Sprache. Dieser findet durchgängig von der 5. bis zur 10. Klasse zumindest in einem Zusatzfach statt.
Schulleiter der Realschule ist Peter Haußmann, Stellvertreterin Wiebke Pankratz-Sigg.

## Persönlichkeiten

### Söhne und Töchter der Gemeinde
- Konrad III., Mayer, von Jestetten, Abt des Klosters Rheinau 1380–1404
- Siegfried Fricker (1907–1976), Bildhauer
- Karl-Hellmuth Jahnke (1932–2021), Ehrenbürger, langjähriges Gemeinde- und Kreisratsmitglied
- Alfons Brohammer (* 1943), Ehrenbürger und Bürgermeister
- Albert Fritz (1947–2019), Radsportler
- Ursula Hafner-Wipf (* 1949), deutsch-schweizerische Politikerin
- Kolibri (* 1951), Maler, Grafiker, Karikaturist und Illustrator

### Personen, die mit der Gemeinde in Verbindung standen oder stehen
- Hl. Hixta (um 830), eine ihr geweihte Kapelle bestand bis 1833, nach der Legende eine Tochter der Notburga von Bühl
- Johann Josef Auer (1666–1739), Bildhauer
- Klemens Maria Hofbauer (1751–1820), Priester und Heiliger, war hier von 1802 bis 1805 tätig
- Wilhelm Hug (1880–1966), Forstmann und NSDAP-Politiker, leitete von 1923 bis 1932 das Forstamt Jestetten und war Mitglied des Bürgerausschusses von Jestetten
- Werner Steinberg (1908–1989), Ehrenbürger (Verdienstmedaille BW)
- Werner Spingler (1927–2025), Medizintechniker und Unternehmer
- Rainer Offergeld (* 1937), Bundestagsabgeordneter, Entwicklungsminister, Oberbürgermeister von Lörrach und Sprecher von Thermoselect Südwest GmbH, war in der Gemeinde Jestetten von 1968 bis 1969 als Gemeinderat (SPD) tätig
- Gerhart Rieber (1930–2005), Bildhauer und Drechsler
- Karin Rehbock-Zureich (* 1946), Politikerin der SPD
- Ernst Raffelsberger (* 1961), Musiker